# Barthélemy Boganda
Barthélémy Boganda (Bobangui, 4 de abril de 1910 - Boukpayanga, 29 de março de 1959), foi um político centro-africano e ativista pela independência de seu país. É considerado o "pai fundador" da República Centro-Africana, na qual governou como presidente ainda como um território autônomo.
Foi ordenado padre católico em 17 de março de 1938, na Catedral de Notre-Dame de Bangui. Trabalhou como pároco em Bambari e Bangassou.
Em 1946 é eleito deputado para a Assembleia Nacional Francesa e começa a ter conflitos com a Igreja Católica, principalmente com a questão do celibato. Foi suspendo de ordens em 25 de novembro de 1949 e no ano seguinte casou-se com sua secretária parlamentar, a francesa Michelle Jourdain (1921-1995).
No dia 1 de dezembro de 1958, é proclamada a República Centro-Africana, a Assembleia Territorial torna-se constituinte e legislativa, e Barthélemy Boganda torna-se presidente do governo.
Durante sua presidência, Boganda criou as instituições da República Centro-Africana. Desenhou a bandeira nacional e construiu o lema do país "Unidade, Dignidade, Trabalho" ao qual está associado o princípio "Zo kwe zo" ("cada  o ser humano  é uma pessoa” ou “um homem vale outro”).
Morreu em um acidente de avião em circustâncias misteriosas, durante uma campanha política, quando o Nord 2501 que estava caiu no dia 29 de março de 1959, matando os 9 ocupantes da aeronave.
Seus dois sobrinhos se tornaram estadistas da República Centro-Africana: David Dacko foi o 1º e 3º presidente do país, e Jean-Bédel Bokassa foi o 2º presidente e único imperador do Império Centro-Africano.